# Artie Kornfeld
Artie Kornfeld (* 9. September 1942 in Brooklyn, New York City, mit vollem Namen Arthur Lawrence Kornfeld, ursprünglich Avraham ben Yisroel Kornfeld) ist ein US-amerikanischer Musiker, Songwriter, Musikproduzent und Manager. Bekannt ist er vor allem als der Vater des Woodstock-Festivals von 1969 („The Father of Woodstock“).

## Leben und Werk
Artie Kornfeld wuchs in einer jüdischen Mittelklasse-Familie im New Yorker Stadtteil Brooklyn auf. Kornfelds Vater stammte von Migranten aus Russland ab und arbeitete als Polizist, Kornfelds Mutter war jüdisch-orthodox geprägt.  Bereits in jungen Jahren stand Artie Kornfeld als Begleitsänger u. a. mit Dion and the Belmonts auf der Bühne. Er schrieb zahlreiche Hits, darunter (zusammen mit Steve Duboff) The Pied Piper, 1966 ein Top-Hit für Crispian St. Peters. Mit Duboff bildete er Mitte der 1960er das Folk-Duo „The Changin’ Times“, das 1965 mit Cher auf Tour ging.
Im Alter von erst 21 Jahren wurde Kornfeld jüngster Teilhaber und Vizepräsident von Capitol Records, zuständig für den wachsenden Rockmusik-Markt (First Vice President of Rock Music). 1968 lernte er den Musikproduzenten Michael Lang kennen. Zusammen mit den Unternehmern John Roberts und Joel Rosenman planten und realisierten die beiden das Woodstock-Festival.
Zu den zahlreichen Musikern und Bands, mit denen Kornfeld als Produzent, Manager und Komponist zusammengearbeitet hat, gehören Survivor, Sheryl Crow, Bruce Springsteen, Depeche Mode, Santana, Neil Young, Pink Floyd, Aerosmith, Alice Cooper, Joe Cocker, ZZ Top und viele mehr.